# Bernhard Fresacher

Bernhard Fresacher (2011)

Bernhard Gottfried Maria Fresacher (* 14. Dezember 1964 in Salzburg) ist Religionswissenschaftler und katholischer Theologe, Titularprofessor für Fundamentaltheologie an der Universität Luzern.

## Leben
Nach der Matura am Kollegium Borromäum Salzburg studierte Bernhard Fresacher Philosophie, Pädagogik, Psychologie, Religionswissenschaft und Theologie an den Universitäten in Salzburg, Würzburg, Trier und Mainz. Er schloss seine Studien mit dem Diplom in katholischer Theologie und in Religionspädagogik ab. Von 1991 bis 1995 arbeitete er als wissenschaftlicher Assistent für Dogmatik und Ökumenische Theologie an der Johannes Gutenberg-Universität Mainz. Er forschte insbesondere zu Kulten und Traditionen des christlichen Antijudaismus in Europa. Unter anderem dokumentierte er die Sistierung der Anderl-von-Rinn-Verehrung in Judenstein (Tirol). 1995 wurde er an der Paris Lodron-Universität Salzburg mit einer Arbeit über Gedächtnis und Tradition (unter anderem zu Aby Warburg und Maurice Halbwachs) zum Doktor der Theologie promoviert.
Fresacher ist im Katholischen Büro Mainz (Kommissariat der Bischöfe Rheinland-Pfalz) tätig, mit Schwerpunkt im Bereich Bildung und Kultur. Seine Forschungen befassen sich insbesondere mit religiöser Sprache, Glauben und Kommunikation sowie Rationalität und Religiosität. Was bedeutet es für Religion und Theologie, wenn die Kommunikation „von Repräsentation (einer sagt, was für alle gilt) auf Resonanz (die Form entscheidet darüber, wie etwas aufgenommen wird) umgestellt“ wird? Gegenüber einer mathematischen (Claude E. Shannon, Warren Weaver), philosophischen (Jürgen Habermas) und soziologischen (Niklas Luhmann) macht Fresacher sich für eine theologische Kommunikationstheorie stark. Er wurde 2005 mit einer Arbeit über Kommunikationstheorie und Theologie an der Universität Luzern habilitiert. Seitdem ist er dort als Privatdozent und Titularprofessor für Fundamentaltheologie tätig. 2012 erhielt er einen Lehrauftrag für Pastoraltheologie an der Katholischen Hochschule Mainz, 2014 und 2017 für Dogmatik sowie 2018 für Fundamentaltheologie an der Theologischen Fakultät der Universität Luzern.
Ein Forschungsschwerpunkt liegt heute auf dem Bild und der Lehre von Christus (Christologie) in Antike, Mittelalter und Gegenwart als Form eines modernen pluralitätsfähigen Christentums. Dabei geht es Fresacher wiederum darum, die „Aufmerksamkeit der Theologie auf die Kommunikation nicht vornehmlich als (steuer- und kontrollierbares) Instrument der Vermittlung, sondern vielmehr als (nichtsteuer- und nichtkontrollierbare) Voraussetzung ihres eigenen Wissens und Arbeitens zu lenken“. Damit gerät man in Paradoxien, auf die man ähnlich auch in der Christologie stößt, beispielsweise in der antiken Figur der communicatio idiomatum. Weitere Themen sind religiöse Gottesrede, religiöse Semantik, religiöse Ästhetik und religiöse Identität in der modernen Weltgesellschaft sowie wissenschaftstheoretische Fragen der Theologie.

## Publikationen
- Gedächtnis im Wandel. Zur Verarbeitung von Traditionsbrüchen in der Kirche, Tyrolia-Verlag, Innsbruck/Wien 1996, ISBN 3-7022-2027-5.
- Anderl von Rinn. Ritualmordkult und Neuorientierung in Judenstein 1945-1995, Tyrolia-Verlag, Innsbruck/Wien 1998, ISBN 3-7022-2125-5.
- Kommunikation. Verheißungen und Grenzen eines theologischen Leitbegriffs, Herder-Verlag, Freiburg/Basel/Wien 2006, ISBN 3-451-29143-6.
- (Hrsg.): Neue Sprachen für Gott. Aufbrüche in Medien, Literatur und Wissenschaft, Matthias-Grünewald-Verlag, Ostfildern 2010, ISBN 978-3-7867-2810-8.
- mit Nicole Hennecke und Burkhard Neumann (Hrsg.): Und führe zusammen, was getrennt ist – Ökumene in Kirche und Gesellschaft. Internationales Ökumenisches Forum Trier 2012, Evangelische Verlagsanstalt, Leipzig 2013, ISBN 978-3-374-03373-7.